# 蓝狗联盟

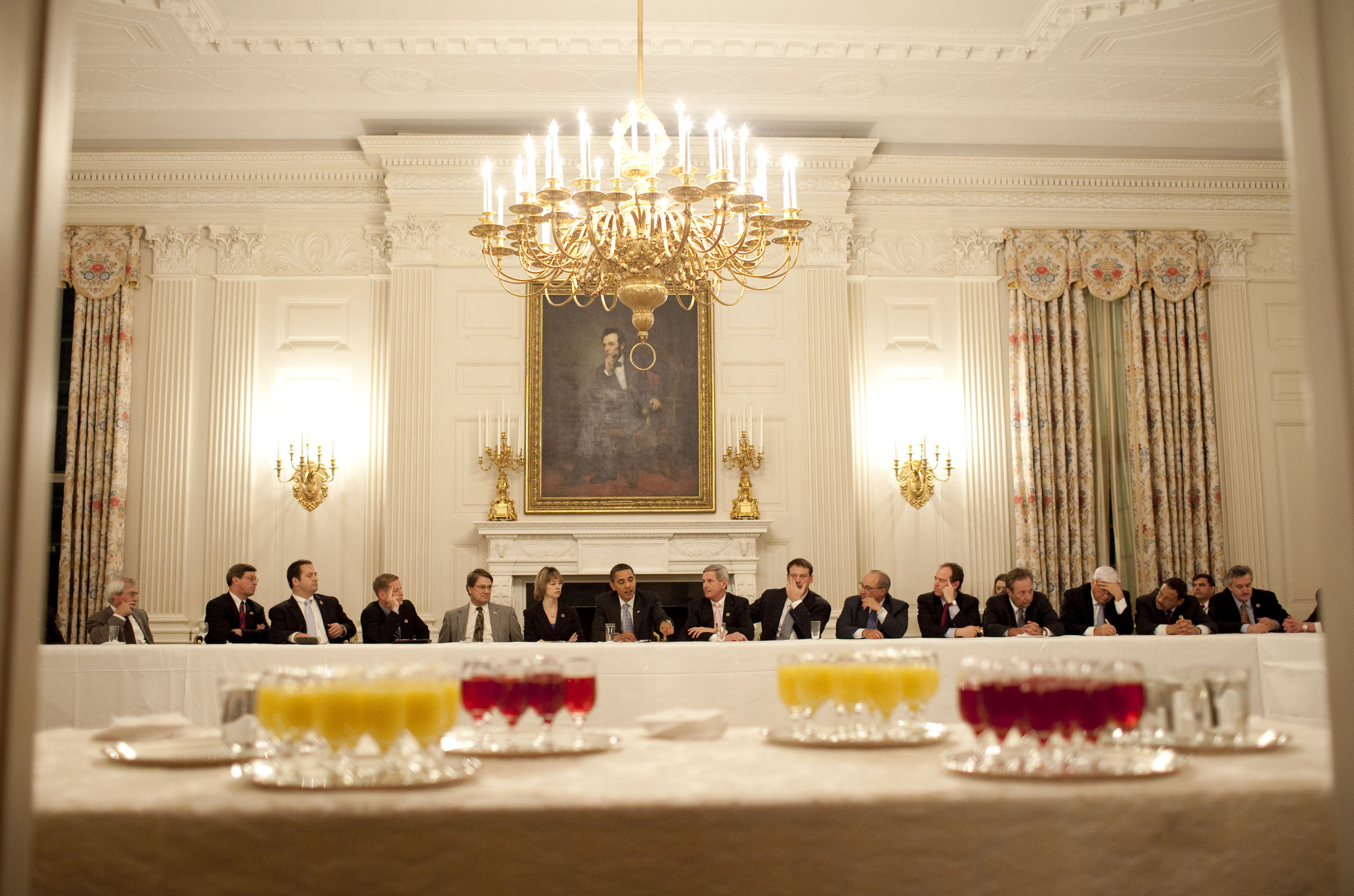
2009年2月10日巴拉克·奥巴马总统会见蓝狗联盟的民主黨國會議员，之後34名蓝狗联盟的民主黨議员投票反對歐巴馬健保。

蓝狗联盟（英語：Blue Dog Coalition）是美国国会部分偏中间派的民主党议员组成的国会议员核心小组。

## 歷史
1994年11月8日美國中期選舉，共和党革命，民主党在国会选举中失利，失去長達40年的國會控制權（民主黨），共和黨取得國會兩院控制權。不少民主黨保守派認為這是由於總統比爾·克林頓執政2年來推行的左派經濟和社會政策（經濟方面把最高個人稅率調高至39.6%，試圖推行全民健保但失敗，推動容許同性戀者從軍，後演變為「不問不說」）導致民主黨失去數十年的國會控制權，在黨內仍佔重要影響力的一些中间派及保守派民主党议员决定联合起来，并于1995年成立了蓝狗联盟。之所以起名“蓝狗”，是由于时任得克萨斯州民主党众议员皮特·格伦报怨民主党左翼把他们偏右的民主党人掐得“面色发蓝”（choked blue）。由于在美国政治中“黄狗民主党人”用来指最坚定的铁杆民主党人，他们这些保守派民主党人便称自己为“蓝狗”。此外，“蓝狗”还用来指路易斯安那州卡津画家乔治·罗德里格的蓝狗画作。当时党团的创始成员曾在路易斯安那州联邦众议员比利·陶津与吉米·海耶斯的办公室开会，他们二人后来都退出民主党加入了共和党，而且他们也都将罗德里格的作品挂在自己的墙上。部分蓝狗联盟成員亦投票支持彈劾克林頓。
蓝狗联盟曾是国会中民主黨的一股重要势力，因此具左翼傾向的進步派民主黨黨團（Progressive Democratic Caucus）十分討厭保守派蓝狗联盟，認為他們與共和黨無分別，並使民主黨長期分裂。2008年时众议院的蓝狗联盟成员有54人。不过到了2010年，蓝狗联盟开始失势，2015年的第114届国会中仅有14位蓝狗成员。
蓝狗成员中不少在经济议题上偏保守而在社会议题上持温和或自由的观点，但其他议题则相反。與共和黨相比，蓝狗联盟普遍支持改善健保和教育，並反對共和黨主張對健保和教育的私有化政策。